# Horácio Macedo
Horácio Cintra de Magalhães Macedo  (Rio de Janeiro, 14 de outubro de 1925 — 24 de fevereiro de 1999) foi um químico, comunista, professor brasileiro. 

## Biografia
É bisneto do engenheiro José de Cupertino Coelho Cintra. Formou-se em química industrial pela Universidade do Brasil (hoje Universidade Federal do Rio de Janeiro) em dezembro de 1947. Por essa época, completou o curso de violinista, que seria a sua profissão se não houvesse decidido pela química.
Homem de esquerda, sua ideologia política marcou profundamente sua trajetória profissional, acadêmica e política. O início de sua trajetória política acontece durante a Segunda Grande Guerra quando, ainda estudante, alista-se na Força Expedicionária Brasileira (FEB) para combater o nazifascismo na Europa. Não obstante sua disposição patriótica, o Ministério da Guerra recusa sua inscrição em razão de sua pouca idade. Em compensação, no alvorecer dos anos 1950, quando acabara de concluir o curso de física, o jovem Horácio participou intensamente da campanha "O petróleo é nosso". Ingressa nas fileiras do Partido Comunista Brasileiro, o PCB, do qual jamais se afastou. Com o golpe militar de 1964, foi perseguido pela ditadura, o que culminou com sua prisão e a consequente cassação de seus direitos políticos.

### Carreira acadêmica
A perseguição política, durante a ditadura, não impediu o êxito de sua carreira acadêmica. Ele ocupou posições de destaque na UFRJ, como também no Centro Brasileiro de Pesquisas Físicas, no antigo Instituto Oswaldo Cruz e na Universidade Federal Rural do Rio de Janeiro. Em 1985, tornou-se o primeiro reitor brasileiro eleito pela comunidade universitária. Apresentando-se com dezessete outros concorrentes, foi indicado em primeiro turno pela maioria absoluta de professores, funcionários e alunos. Reeleito, também por maioria absoluta e em primeiro turno, pela comunidade em 1989, não pôde exercer a segunda reitoria por um parecer jurídico que declarou inconstitucional qualquer reeleição. 
Cientista de renome, publicou inúmeros artigos e  livros em sua área de conhecimento: a química e a física em geral. Foram mais de 70 obras em quatro décadas de dedicação, estudo e pesquisa, entre as quais se destacam "Teoria Cinética  dos Gases", "Físico-Química" e "Dicionário de Física". Além disso, foi um grande tradutor de livros técnicos e científicos, exímio professor no uso da antiga régua de cálculo e dicionarista da equipe de Aurélio Buarque de Holanda Ferreira (Dicionário Aurélio).
Militante até a morte
Após aposentar-se da ciência, Horácio continuou militando no PCB até o último dia de sua vida. Na tumultuada cisão que se deu no Partido, no X Congresso em 1992, o professor Horácio Macedo, juntamente com o arquiteto Oscar Niemeyer, o cartunista Ziraldo, o livreiro Raimundo Jinkings, a jornalista e poeta Ana Montenegro, o bancário Ivan Pinheiro, entre outros, liderou os artistas, intelectuais e trabalhadores que buscavam manter erguida a bandeira comunista e fazer uma análise marxista da crise no Leste Europeu. Asseguraram a existência do Partidão, disputando, na justiça, o uso do nome e da marca. Foi eleito, então, presidente Nacional do PCB, integrando o Comitê Central até sua morte.
Homenagens
Recebeu homenagens dos alunos de variadas carreiras profissionais, foi homenageado especial, patrono ou paraninfo em mais de 60 formaturas. Na Universidade Federal Rural do Rio de Janeiro, os estudantes inauguraram, em 1971, o Diretório Acadêmico Horácio Macedo, nominação rara no País por se tratar de um professor vivo.
Pela sua contribuição à profissão, o Sindicato dos Químicos do Rio de Janeiro lhe deu duas Retortas de Ouro: em 1981 e, postumamente, em 1999. Em 1987, pelo conjunto de sua obra, recebeu o diploma de Personalidade Cultural da União Brasileira de Escritores.
Por sua contribuição à sociedade, a cidade do Rio de Janeiro condecorou o professor Horácio Macedo com a medalha Pedro Ernesto, em sessão solene na Câmara Municipal, em 1997.
Em 2000, em homenagem póstuma, foi inaugurado o Colégio Estadual Professor Horácio Macedo, no bairro de Maria da Graça, conveniado a uma unidade vizinha do Centro Federal de Educação Tecnológica Celso Suckow da Fonseca (CEFET/RJ), para favorecer o intercâmbio dos alunos dos dois estabelecimentos. Em 2001, a Câmara Municipal do Rio de Janeiro aprovou proposta do vereador Ricardo Maranhão para dar o nome de Horácio Macedo a um logradouro público da cidade do Rio de Janeiro.
A Universidade Federal do Rio de Janeiro (UFRJ) reinaugurou o auditório Roxinho, no interior do Centro de Ciências Matemáticas e da Natureza da Universidade Federal do Rio de Janeiro (CCMN), no dia 17 de março de 2006. Palco de diversas assembleias docentes, estudantis e dos técnico-administrativos, o auditório passou a integrar o Centro Cultural Professor Horácio Macedo, em homenagem ao primeiro reitor eleito pela comunidade acadêmica na década de 1980. Além disso, uma das principais avenidas do câmpus da Ilha do Fundão (Cidade Universitária da UFRJ) denomina-se Horácio Macedo.